# لوروا إريكسون
لوروا إريكسون هو سياسي أمريكي، ولد في 15 مايو 1926، وتوفي في 14 يناير 1997. نشط حزبياً في الحزب الجمهوري. وقد انتخب عضو مجلس ولاية داكوتا الشمالية ‏.